# NGC 1359
NGC 1359 è una vasta galassia a spirale barrata, di aspetto peculiare, situata nella costellazione dell'Eridano, a una distanza di circa 89 milioni di anni luce dalla nostra Via Lattea.

## Scoperta
La galassia è stata scoperta il 12 ottobre 1836 dall'astronomo britannico John Herschel.

## Gruppo di NGC 1359 e di NGC 1407
Secondo il sito «Un atlas de l'Univers» di Richard Powell, NGC 1359 fa parte del Gruppo di NGC 1359. Questo piccolo gruppo di galassie comprende almeno altre tre galassie: NGC 1383, NGC 1393 e ESO 548-32, (UGCA 077). Il Gruppo di NGC 1359 fa parte dell'Ammasso di Eridano.
Secondo lo studio di A.M. Garcia del 1993, NGC 1359 appartiene al Gruppo di NGC 1407, che comprende nove membri.